# Leichtathletik-Länderkampf der Männer 1953 BR Deutschland – Luxemburg
| 5. Leichtathletik-Länderkampf mit bundesdeutscher Beteiligung 1953 | 5. Leichtathletik-Länderkampf mit bundesdeutscher Beteiligung 1953 |               |
| ------------------------------------------------------------------ | ------------------------------------------------------------------ | ------------- |
|                                                                    |                                                                    |               |
| Ländervergleich der Männer: BR Deutschland – Luxemburg             |                                                                    |               |
| Austragungsort                                                     | Koblenz                                                            |               |
| Wettbewerbe                                                        | 15                                                                 |               |
| Datum                                                              | 2. August 1953                                                     |               |
| 1. FRG 2. LUX                                                      | 105 Punkte 052 Punkte                                              |               |
| Chronik                                                            |                                                                    |               |
| ← SWE-FRG Geher (M)                                                | NLD-FRG (M) →                                                      | NLD-FRG (M) → |

Im fünften Vergleich des Länderkampfjahres 1953 traten die Männer zum nun vierten Mal gegen Luxemburg an. Gastgeber am 2. August war die Stadt Koblenz. Alle drei vorangegangenen Begegnungen mit Luxemburg hatte Deutschland siegreich beendet.

## Wettbewerbe und Modus
Ausgetragen wurden an einem Tag fünfzehn Disziplinen. Aus dem olympischen Programm fehlten die Rennen über 10.000 Meter, 400 Meter Hürden und 3000 Meter Hindernis, der Dreisprung, der Hammerwurf sowie der Marathonlauf und der Zehnkampf. Anstelle des 5000-Meter-Laufs wurde wie im Aufeinandertreffen der beiden Länder zwei Jahre zuvor ein Wettbewerb über 3000 Meter ausgetragen. Gewertet wurde in den Einzeldisziplinen nach dem Standardsystem, in den Staffeln gab es fünf zu zwei Punkte.

## Ergebnis
Außer im 3000-Meter-Lauf und im Weitsprung gingen alle Wertungen an die bundesdeutschen Sportler. In zehn Disziplinen wurden Doppelerfolge erzielt. So siegten die Leichtathleten der Bundesrepublik Deutschland wieder sehr deutlich mit 105 zu 52 Punkten.

## Legende
Kurze Übersicht zur Bedeutung der Symbolik – so üblicherweise auch in sonstigen Veröffentlichungen verwendet:
| k. A. | keine Angabe |

## Resultate

### 100 m
| Platz | Athlet           | Land | Zeit (s) |
| ----- | ---------------- | ---- | -------- |
| 1     | Adolf Kluck      | FRG  | 11,1     |
| 2     | Leonhard Pohl    | FRG  | 11,2     |
| 3     | Robert Schaeffer | LUX  | 11,4     |
| 4     | Neigen           | LUX  | 11,8     |

### 200 m
| Platz | Athlet           | Land | Zeit (s) |
| ----- | ---------------- | ---- | -------- |
| 1     | Leonhard Pohl    | FRG  | 22,0     |
| 2     | Adolf Kluck      | FRG  | 22,1     |
| 3     | Robert Schaeffer | LUX  | 22,6     |
| 4     | René Pütz        | LUX  | 24,0     |

### 400 m
| Platz | Athlet           | Land | Zeit (s) |
| ----- | ---------------- | ---- | -------- |
| 1     | Hubert Huppertz  | FRG  | 48,9     |
| 2     | Albert Radusch   | FRG  | 49,6     |
| 3     | Roger Bofferding | LUX  | 51,2     |
| 4     | François Bastian | LUX  | 53,8     |

### 800 m
| Platz | Athlet            | Land | Zeit (min) |
| ----- | ----------------- | ---- | ---------- |
| 1     | Urban Cleve       | FRG  | 1:52,1     |
| 2     | Gérard Rasquin    | LUX  | 1:52,6     |
| 3     | Roger Müller      | LUX  | 1:54,8     |
| 4     | Alfred Hochscheid | FRG  | 1:55,0     |

### 1500 m
| Platz | Athlet      | Land | Zeit (min) |
| ----- | ----------- | ---- | ---------- |
| 1     | Walter Lück | FRG  | 3:58,4     |
| 2     | Hans Wever  | FRG  | 3:59,8     |
| 3     | Mendels     | LUX  | 4:04,2     |
| 4     | Faadh       | LUX  | 4:08,4     |

### 3000 m
| Platz | Athlet             | Land | Zeit (min) |
| ----- | ------------------ | ---- | ---------- |
| 1     | Paul Frieden       | LUX  | 8:37,4     |
| 2     | Karl-Heinz Schmalz | FRG  | 8:37,6     |
| 3     | Niederkorn         | LUX  | 8:45,0     |
| 4     | Willi Holtkamp     | FRG  | 8:47,4     |

### 110 m Hürden
| Platz | Athlet            | Land | Zeit (s) |
| ----- | ----------------- | ---- | -------- |
| 1     | Bert Steines      | FRG  | 14,9     |
| 2     | Günther Theilmann | FRG  | 15,4     |
| 3     | Gutenkauf         | LUX  | 16,7     |
| 4     | Decker            | LUX  | k. A.    |

### 4 × 100 m Staffel
| Platz | Besetzung      | Land                                                   | Zeit (s) |
| ----- | -------------- | ------------------------------------------------------ | -------- |
| 1     | BR Deutschland | Leonhard Pohl Adolf Kluck Ewald Rothausen Bert Steines | 41,9     |
| 2     | Luxemburg      | Fred Hammer Neigen Aisné Knepper Robert Schaeffer      | 43,7     |

### 4 × 400 m Staffel
| Platz | Besetzung      | Land                                                          | Zeit (min) |
| ----- | -------------- | ------------------------------------------------------------- | ---------- |
| 1     | BR Deutschland | Albert Radusch Helmut Dreher Hubert Huppertz Peter Mirkes     | 3:17,6     |
| 2     | Luxemburg      | Robert Schaeffer Gérard Rasquin Roger Bofferding Roger Müller | 3:23,8     |

### Hochsprung
| Platz | Athlet                | Land | Höhe (m) |
| ----- | --------------------- | ---- | -------- |
| 1     | Wolfgang Massion      | FRG  | 1,83     |
| 2     | Ernst-Joachim Büchler | FRG  | 1,80     |
| 3     | Schulte               | LUX  | 1,70     |
| 4     | Pütz                  | LUX  | 1,65     |

### Stabhochsprung
| Platz | Athlet          | Land | Höhe (m) |
| ----- | --------------- | ---- | -------- |
| 1     | Horst Drumm     | FRG  | 3,65     |
| 2     | Hanfried Oertel | FRG  | 3,65     |
| 3     | Aisné Knepper   | LUX  | 3,50     |
| 4     | Langers         | LUX  | 3,20     |

### Weitsprung
| Platz | Athlet            | Land | Weite (m) |
| ----- | ----------------- | ---- | --------- |
| 1     | Jean-Petit Hammer | LUX  | 6,89      |
| 2     | Herbert Göbel     | FRG  | 6,83      |
| 3     | Willi Schüler     | FRG  | 6,70      |
| 4     | Paul Knepper      | LUX  | 6,27      |

### Kugelstoßen
| Platz | Athlet        | Land | Weite (m) |
| ----- | ------------- | ---- | --------- |
| 1     | Lothar Müller | FRG  | 14,27     |
| 2     | Josef Müller  | FRG  | 14,19     |
| 3     | René Kremer   | LUX  | 12,31     |
| 4     | Pigeon        | LUX  | 11,65     |

### Diskuswurf
| Platz | Athlet            | Land | Weite (m) |
| ----- | ----------------- | ---- | --------- |
| 1     | Heinz Rosendahl   | FRG  | 46,90     |
| 2     | Fritz Hornbrecher | FRG  | 39,91     |
| 3     | René Kremer       | LUX  | 38,38     |
| 4     | Poncelet          | LUX  | 33,23     |

### Speerwurf
| Platz | Athlet          | Land | Weite (m) |
| ----- | --------------- | ---- | --------- |
| 1     | Franz Lengert   | FRG  | 57,74     |
| 2     | Werner Schwanke | FRG  | 56,16     |
| 3     | René Kremer     | LUX  | 54,25     |
| 4     | Friedrich       | LUX  | 49,85     |